# Fredrik Anderson
För andra betydelser, se Fredrik Andersson.
Fredrik Vilhelm Anderson, ursprungligen Andersson, född 3 juni 1891 i Katarina församling i Stockholm, död 21 maj 1977 i Vällingby, var en svensk regissör, filmproducent, manusförfattare och filmdirektör. 

## Regi
- 1923 – En rackarunge
- 1930 – Flottans lilla fästmö
- 1944 – Kärlek och allsång

## Filmmanus
- 1929 – Ville Andesons äventyr
- 1944 – Kärlek och allsång

## Producent
- 1923 – En rackarunge
- 1923 – Andersson, Pettersson och Lundström
- 1929 – Ville Andesons äventyr